# ॐ
ॐ is een teken uit de Devanagari abugida. Het karakter vertegenwoordigt Omkar, de lettergreep Om. ॐ is een mystieke of heilige lettergreep in de dharmische religies.

## Codering

### Unicode
In Unicode vindt men de ॐ onder het codepunt U+0950 (hex). Het teken is in 1991 aan de Unicode 1.1-standaard toegevoegd en bevindt zich in het blok devanagari.

### HTML
In HTML kan men in hex de volgende code gebruiken: &#x0950;.